# Mysore
Mysore (o Mahisur; kannada ಮೈಸೂರು) è una suddivisione dell'India, classificata come municipal corporation, di 920.550 abitanti, capoluogo del distretto di Mysore, nello Stato federato del Karnataka di cui è la seconda città più grande dopo la capitale Bangalore, rispetto alla quale si trova a circa 146 chilometri a sud-ovest. In base al numero di abitanti la città rientra nella classe I (da 100.000 persone in su) e con l'agglomerato urbano raggiungeva nel 2001 i 990.900 abitanti.
Il nome Mysore è la versione inglese di Mahishūru (che significa "la dimora di Mahisha"). Mahisha sta per Mahishasura, un demone della mitologia indù. La città si estende su una superficie di 128,42 km² e si trova alla base delle colline Chamundi.

## Geografia fisica
La città è situata a 12° 18' 26 N e 76° 38' 59 E e ha un'altitudine di 739 m s.l.m..

## Storia
Fino al 1947 Mysore fu la capitale del Regno di Mysore che fu governato dalla dinastia Wodeyar, fatta eccezione per un breve periodo alla fine del XVIII secolo quando Haidar Ali e Tipu Sultan usurparono il potere. I Wodeyar furono patroni per l'arte e la cultura, contribuendo in maniera significativa alla crescita culturale della città, facendo di Mysore la capitale culturale del Karnataka.

## Società

### Evoluzione demografica
Al censimento del 2011 la popolazione di Mysore assommava a 920.550 persone, delle quali 461.042 maschi e 459.508 femmine. I bambini di età inferiore o uguale ai sei anni assommavano a 75.285, dei quali 38.368 maschi e 36.917 femmine. Infine, coloro che erano in grado di saper almeno leggere e scrivere erano 562.527, dei quali 301.527 maschi e 261.000 femmine.

## Economia
Mysore è famosa per le feste che si svolgono durante il festival Vasara quando la città riceve un gran numero di turisti.
Sebbene il turismo sia la grande industria di Mysore, la crescita delle tecnologie nel primo decennio del XXI secolo si è tradotta nella città contribuendo a farne la seconda più grande esportatrice di software dello Stato di Karnataka, accanto a Bangalore. Anche se manca un aeroporto, Mysore è collegata ad altre parti dell'India da ferrovie e del trasporto su strada. Mysore è sede dell'Università di Mysore.

## Galleria d'immagini

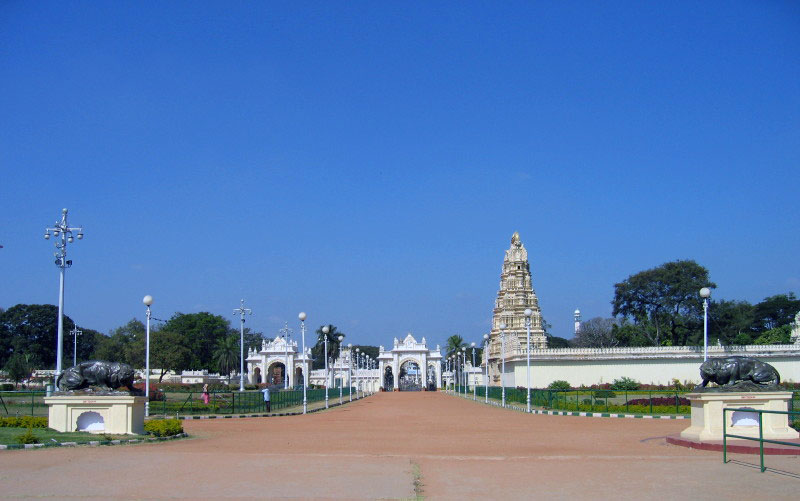
Un portale del palazzo
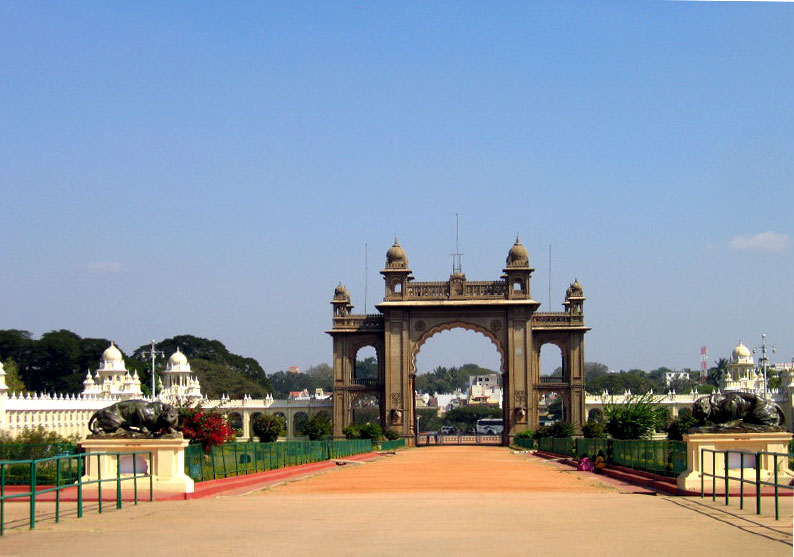
Il palazzo visto da un portale
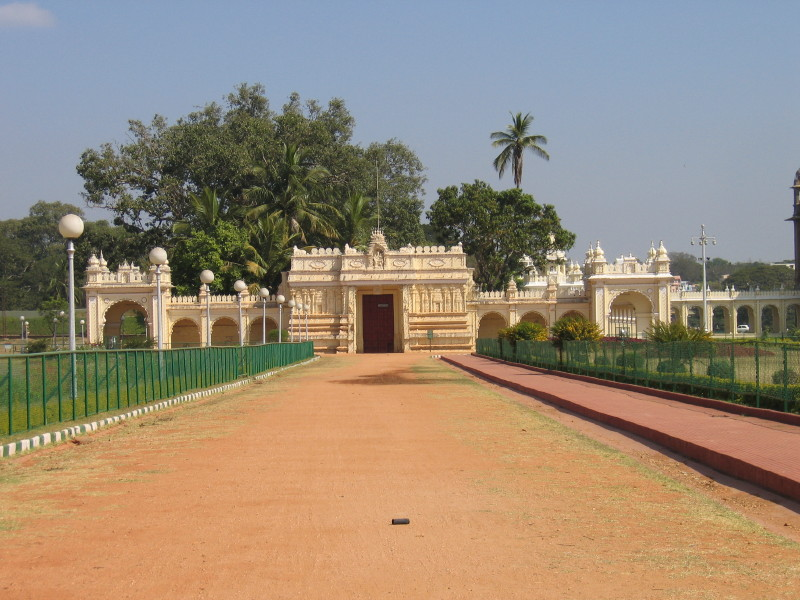
Il tempio del palazzo
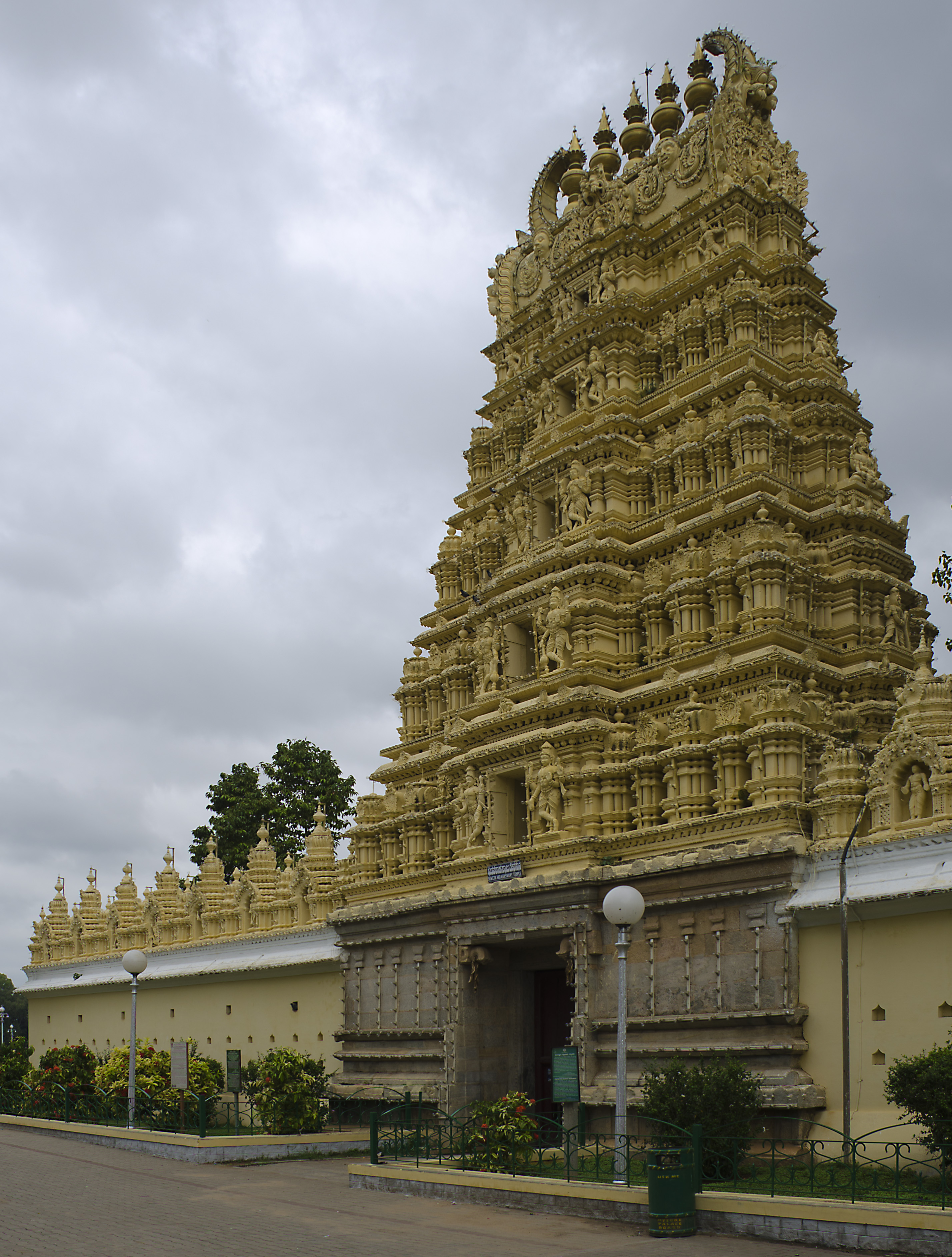
Il tempio del palazzo
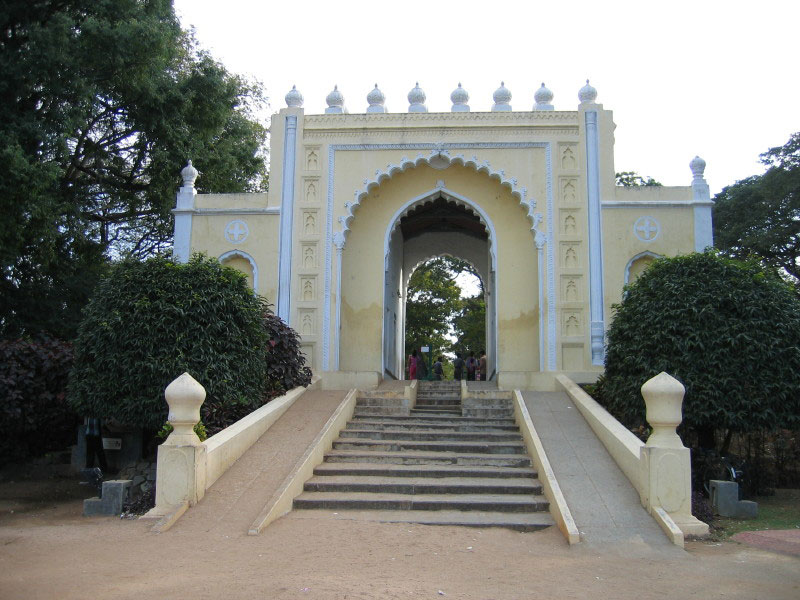
Il portale del palazzo di Tipû Sâhib
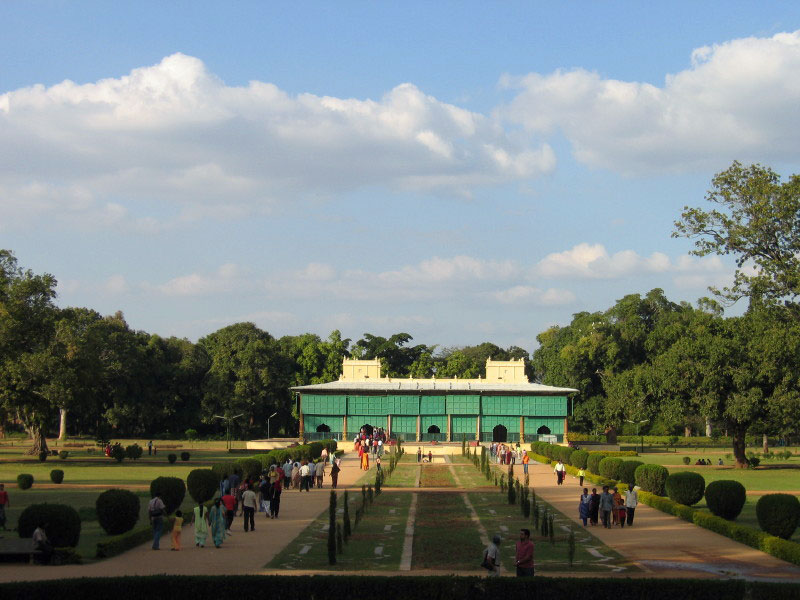
Il palazzo di Tipû Sâhib
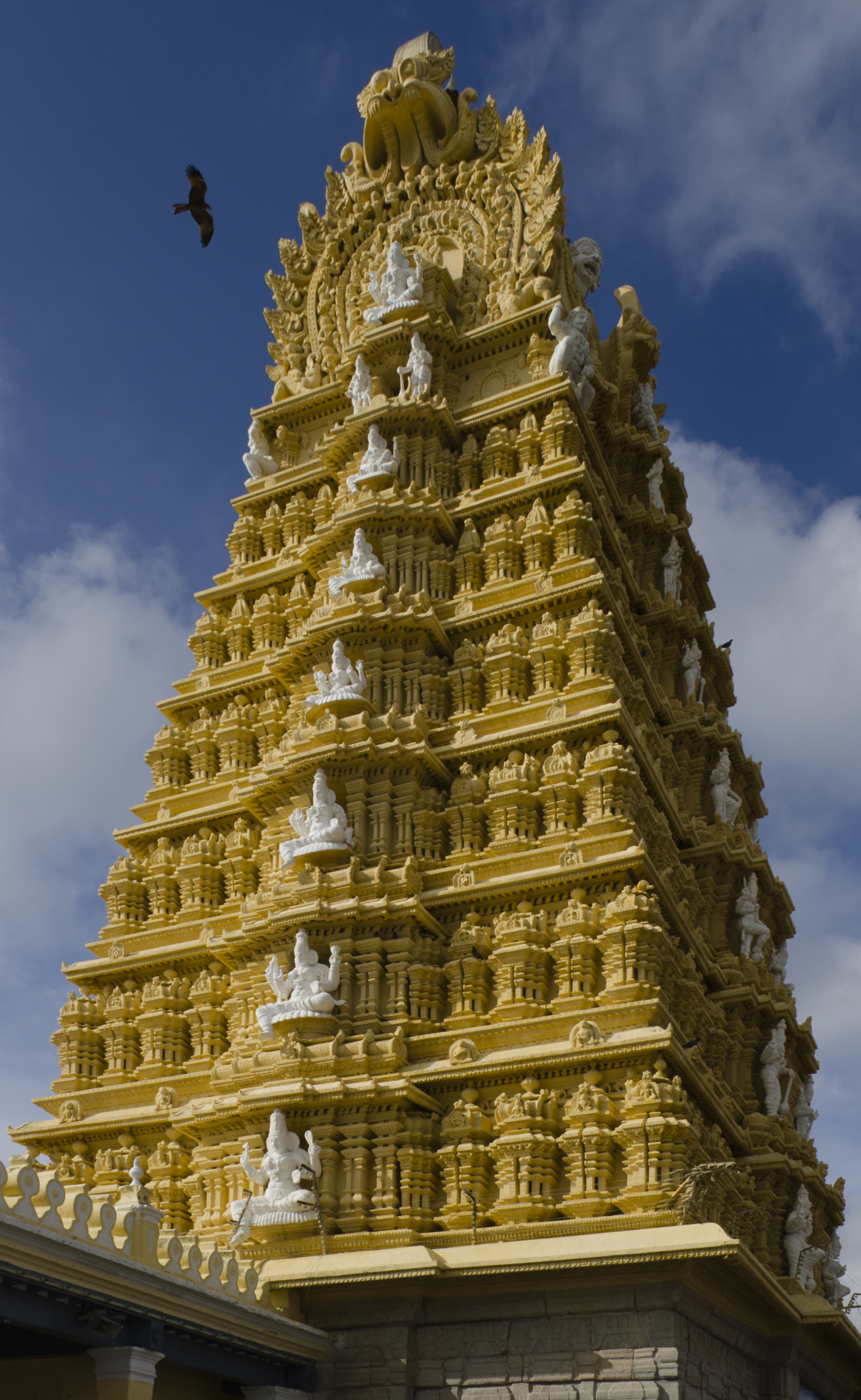
Il tempio di Chamundeshwari
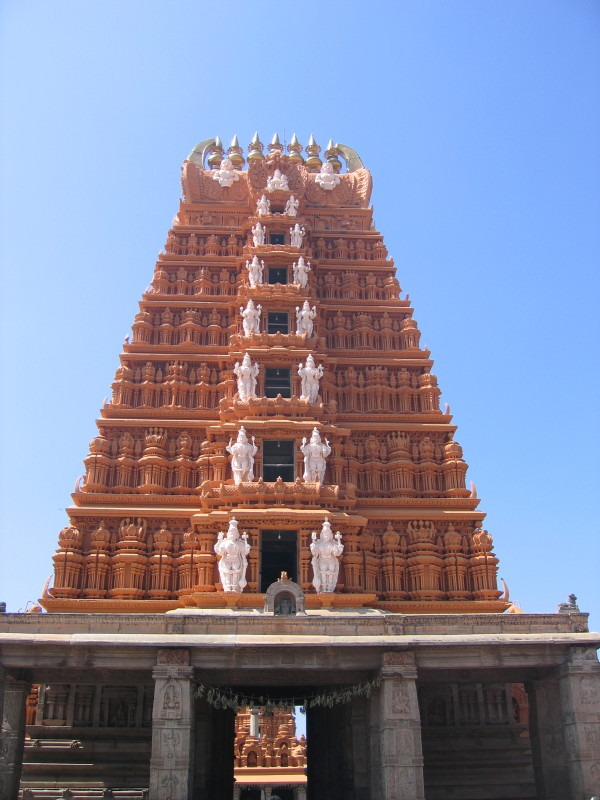
Il tempio di Nanjangoodu
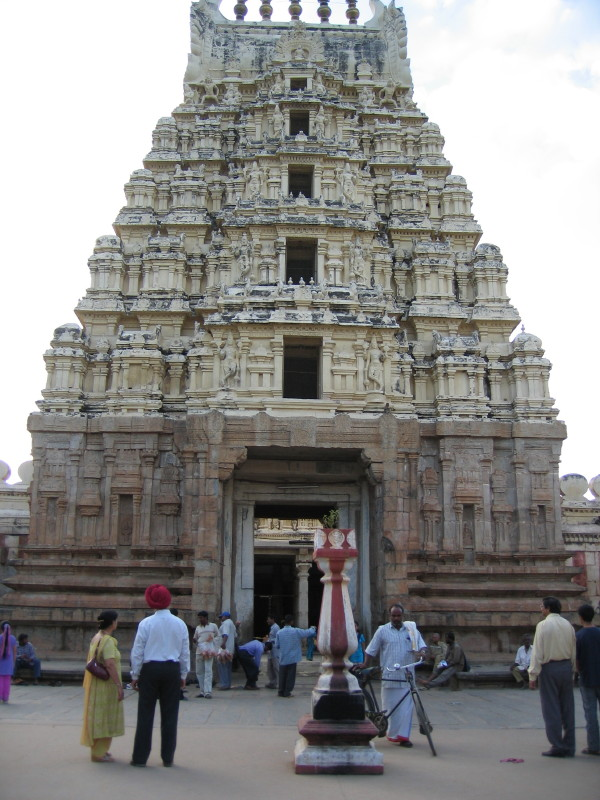
Il tempio di Ranganatha
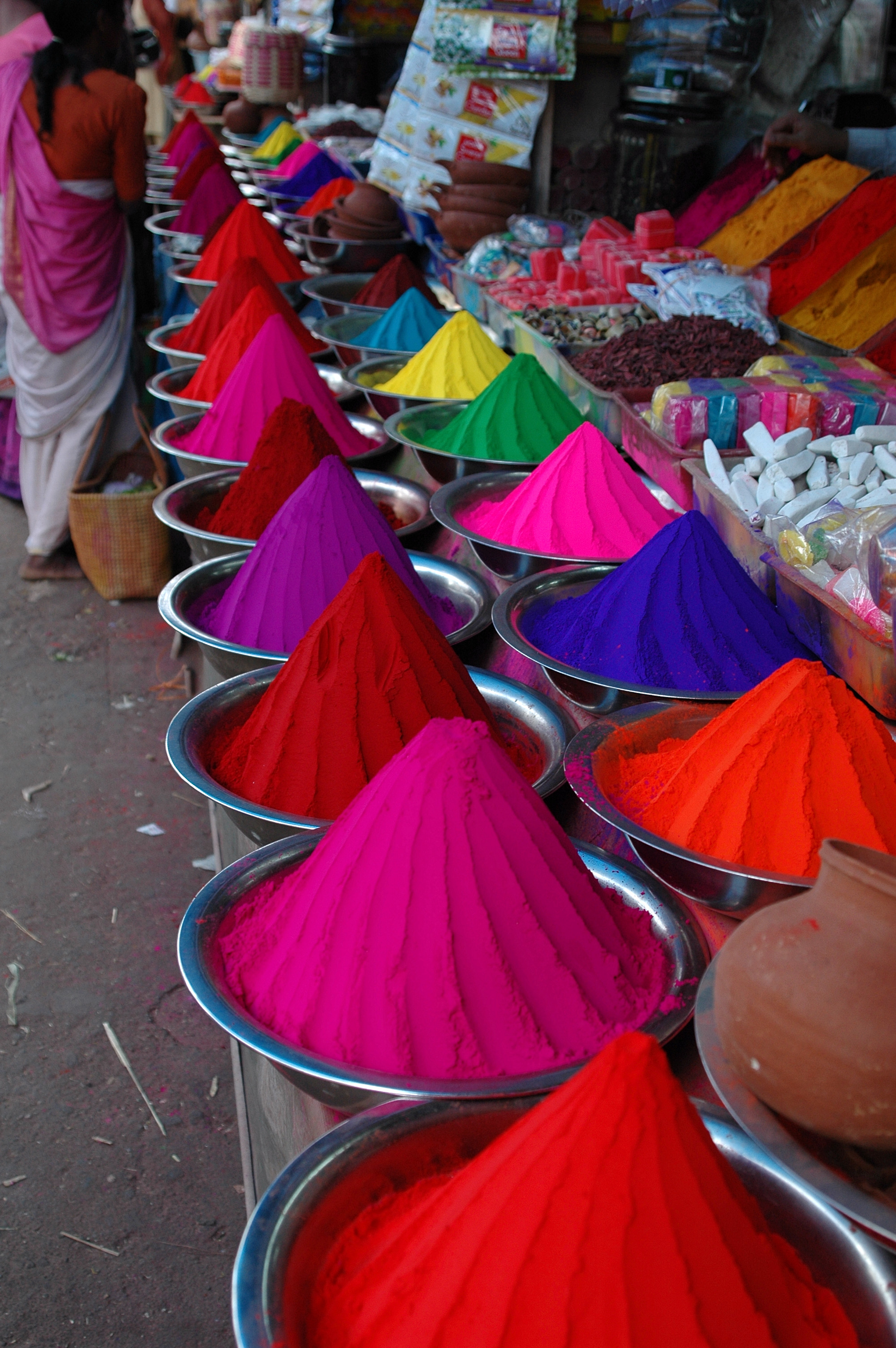
Il mercato di Devaraja